# 中村吉兵衛
中村 吉兵衛（なかむら きちべえ、1973年11月21日 - ）は、歌舞伎役者。立役。二代目中村吉右衛門門下。本名は松榮 忠志（まつさか ただし）。屋号は播磨屋、定紋は揚羽蝶。広島市安佐南区出身。広島市立沼田高等学校卒業。血液型A型。趣味は献血、アウトドア、キャンプ。

## 来歴
1994年国立劇場第十二期歌舞伎俳優研修修了。
同年4月歌舞伎座『双蝶々曲輪日記・角力場』の見物人、『御存鈴ヶ森』の雲助で松榮忠志の名で初舞台。
同年12月中村吉右衛門に入門し、南座『盲長屋梅加賀鳶』の鳶の者ほかで中村吉六を名のる。
2015年9月歌舞伎座『競伊勢物語』の桂の源太、『伽羅先代萩』の笹野才蔵で中村吉兵衛を名のり名題昇進披露。
立役。キビキビした切れのいい動きで、立廻りの花四天や捕手でも目立つ存在だった。勉強会で『菅原伝授手習鑑』寺子屋の武部源蔵を真摯に勤めていたのが印象に残る。芸の虫といってもいいほどの芸熱心だけに、名題昇進を果たした今後も活躍が期待される。
2023年〈令和5年〉10月、重要無形文化財（総合認定／第十六次）に認定され「伝統歌舞伎保存会」会員となる。

## 受賞歴
- 1995年10月　国立劇場『平家女護島』の海上の場の立廻りで国立劇場特別賞。
- 2015年11月　国立劇場『神霊矢口渡』の雲助野中の松で国立劇場奨励賞。

## 主な出演作

### 歌舞伎
- 第18回 稚魚の会・歌舞伎会合同公演　（青年歌舞伎公演）にて、山蔭右京を好演。ほか多数。

### テレビ
- フジテレビ『鬼平犯科帳』（第7シリーズより） - 同心
- テレビ東京『忠臣蔵〜決断の時』 - 大石瀬左衛門

### 映画
- 松竹『写楽』 - 劇中劇　『倭仮名在業系図・蘭平物狂』- 花四天
- 松竹『鬼平犯科帳』 - 門番
- 東映『大奥』 - 劇中劇　『宮島のだんまり』- 色奴